# 56.ª Brigada Mixta (Ejército Popular de la República)
La 56.ª Brigada Mixta fue una unidad del Ejército Popular de la República creada durante la Guerra Civil Española.

## Historial
La 56.ª BM fue fundada en enero de 1937 en la zona de Almería, quedando al mando del mayor de milicias Joaquín Pérez Martín de Parapar. En diciembre de 1937 fue asignada como reserva del Ejército de Extremadura. Sería disuelta en abril de 1938.
En la primavera de 1938 la numeración fue adoptaba por brigada mixta que operaba con la División «Bellvís», en el Frente del Segre. Quedó asignada a la 56.ª División del XII Cuerpo de Ejército, que constituía reserva estratégica del Ejército del Ebro. La 56.ª BM estuvo compuesta por fuerzas de infantería de marina. Entre el 7 y el 22 de noviembre de 1938 participó en la ofensiva republicana sobre la cabeza de puente de Serós, que intentaba aliviar la presión franquista en el frente del Ebro.
Cuando en diciembre de 1938 comenzó la campaña de Cataluña, la división Littorio rompió el frente justo en el sector guarnecido por la 56.ª BM, en Serós. Tras la ruptura del frente se retiró junto a la 179.ª Brigada Mixta desde la Sierra Grossa hasta Mayals. Posteriormente se unió a la retirada general republicana hacia la frontera francesa, perdiéndose su rastro.

## Mandos
Comandantes
- Mayor de milicias Joaquín Pérez Martín de Parapar
- Comandante honorario de infantería de marina Tomás Cañedo Cuevas

Comisarios
- Joaquín Palacios Martín